# Eugen Merzbacher
Eugen Merzbacher (Berlim, 9 de abril de 1921) é um físico estadunidense.
De família judaica, fugiu da Alemanha com a família em 1935 com destino à Turquia, onde seu pai trabalhou como químico. Estudou na Universidade de Istambul, e após formar-se em 1943 lecionou quatro anos em uma escola em Ancara. Em 1947 foi para os Estados Unidos, onde estudou física na Universidade Harvard, onde obteve o mestrado em 1948 e o doutorado em 1950, orientado por Julian Schwinger.

## Publicações
- Quantum Mechanics, John Wiley, 1961, 1970, 3. Auflage (völlig überarbeitet) 1998, ISBN 0-471-88702-1